# 厦门战役 (1660年)
厦门戰役是郑成功率领南明军队與清朝军队對抗的一场战役，结果鄭軍胜利。

## 经过
永曆十三年（1659年），郑成功率领南明军队北伐失利后，回师厦门进行休整。清廷趁明军新败之际，派遣安南将军达素率领清军进入福建，并将浙江明安达礼属下八旗军以及沿海各省绿营水军，都归达素亲自指挥，企圖全面进攻厦门消灭郑成功麾下明军。永历十四年（1660年），达素率军抵达泉州，计划分兵三路出击，分别从同安、围头、海澄三个方向侵犯厦门，还命令驻守广东的清靖南王耿继茂派兵北上参与围剿。郑成功经过周密分析，决定以攻对攻，率领明军在海上与敌人决战。他派鄭泰所部出击浯屿（大金门），抵御广东方面清军；又派陈鹏所部守卫高崎抵御同安方面清军；自己则率领主力明军集结海门海域，迎击海澄方面清军。
五月十日黎明，清军从海上出发开始进攻，明军将领周瑞、陈尧策奋勇抵抗，壮烈牺牲。清朝海军又攻击陈辉部队，陈辉令部下大发火炮，火烧大量清军舰只，清军抵挡不住，且战且退。中午，海上刮起大风，海浪汹涌，郑成功亲自率领巨舰冲杀清军船队，郑泰也率领浯屿方面军队加入战斗，明军越战越勇，清军溃败横尸遍海，达素乘坐小船狼狈逃回泉州。有两百名满洲兵乘船逃到圭屿，企图据守顽抗，明将马信将其诱降，然后在夜里将他们全部投入大海淹死。
高崎方面，明军守将陈鹏暗地约定清军打算投降，从同安出发的清军以为高崎唾手可得，于是放松了警备。但是陈鹏部下陈蟒不肯投降，他率领部下奋起抵抗清军，已经登陆的清军毫无防备，被杀得血流成河，跳入大海溺死的清军不计其数。高崎方面明军共击毙清军一千六百余人，并俘虏了清军主将呂哈喇。郑成功闻讯立即逮捕叛变的陈鹏，以陈蟒顶替他的职位。
广东方面由许龙率领的清军过了两天才到，得知清军在海门、高崎两个方向都遭到惨败，于是不敢进攻原路返回。遭到惨败逃跑的达素，带领清军残兵败将逃到福州，畏罪自杀。自此明军取得了厦门戰役的辉煌胜利。

## 影响
廈門戰役對清廷的海上力量造成毁滅性打擊，沿海各省水師在此戰中幾乎全軍覆滅。鄭成功在此戰的勝利，稳定了他自北伐失敗後，抗清勢力危如累卵的局面。此后，清军不敢再对郑成功部队轻举妄动，而郑成功也鑒於擴大戰略緩衝的需要，将注意力转移到攻佔台湾、创建新根据地上面。
另一方面，清廷水師的覆滅，令沿海各省的海防如同虛設。為了避免鄭成功的海上力量騷擾沿海地區，清廷不得不採取嚴厲的海禁政策，採取了黃梧的建議，於康熙元年（1662年）實施「遷界令」，下令沿海各省的所有居民內遷50里，並將該處的房屋全部焚毀，以及不准沿海居民出海的措施。